# Катастрофа DC-9 под Уэммом
Катастрофа DC-9 под Уэммом — авиационная катастрофа, произошедшая вечером в субботу 1 октября 1966 года в северо-западной части штата Орегон. Авиалайнер Douglas DC-9-14 региональной авиакомпании West Coast Airlines выполнял регулярный рейс WC-941 по маршруту Юджин- Портленд, но при подходе к аэропорту назначения по неустановленной причине снизился ниже разрешённой высоты и врезался в гору Салмон (англ. Salmon Mountain) к югу от поселения Уэмм. Погибли все находившиеся на его борту 18 человек — 13 пассажиров и 5 членов экипажа.
Это первое происшествие в истории самолёта Douglas DC-9. Также по масштабам это крупнейшая авиакатастрофа в истории Орегона.

## Самолёт
Douglas DC-9-14 с регистрационным номером N9101 (заводской — 45794, серийный — 52) являлся совсем молодым самолётом, так как был построен заводом Douglas Aircraft Company в Лонг-Бич летом 1966 года, а 25 июля совершил свой первый полёт. 16 сентября, за две недели до происшествия, он поступил к заказчику — небольшой региональной авиакомпании West Coast Airlines, во флоте которой стал первым реактивным самолётом. Пассажировместимость салона — 75 мест. Общая наработка авиалайнера на момент происшествия составляла 164 часа 10 минут налёта. Был оборудован двумя двухконтурными турбореактивными двигателями Pratt & Whitney JT8D-1 (заводские номера — 653730D и 653723D), которые имели наработку по 166 часов 45 минут.
Для данного самолёта максимальный взлётный вес составлял 79 500 фунтов (36 100 кг) при центровке от 15,3 до 39,2 % САХ. При вылете в роковой рейс взлётный вес был оценён в 65 025 фунтов (29 495 кг) при центровке 25 % САХ, то есть в пределах допустимого.

## Экипаж
Лётный экипаж (в кабине) состоял из трёх человек:
- Командир воздушного судна (КВС) — 50-летний Дональд Аллдредж (англ. Donald Alldredge). В West Coast Airlines с 1 марта 1947 года. Имел квалификацию пилота самолётов Douglas DC-3, DC-9 и Fairchild F-27. Последнюю проверку квалификации проходил 29 сентября 1966 года, то есть всего за 2 дня до происшествия. Его общий налёт составлял 18 998 часов, из которых на DC-9 — только 17 часов 31 минуту. Перед заступлением на работу отдыхал 24 часа 40 минут, а на момент происшествия работал 6 часов 45 минут[4].
- КВС-проверяющий — 42-летний Чарльз К. Уоррен (англ. Charles C. Warren). В West Coast Airlines с 1 сентября 1947 года. Имел квалификацию пилота самолётов Douglas DC-3, DC-9 и F-27. Последнюю проверку квалификации проходил 20 сентября 1966 года, то есть за 11 дней до происшествия. Его общий налёт составлял 21 800 часов, из которых на DC-9 — 50 часов 15 минут. Перед заступлением на работу отдыхал 26 часов 35 минут, а на момент происшествия работал 6 часов 45 минут[5].
- Второй пилот — 33-летний Пит М. Лабуски (англ. Pete M. Labusky). В West Coast Airlines с 13 марта 1957 года. Имел квалификацию пилота самолёта Douglas DC-3. Последнюю проверку квалификации проходил 29 сентября 1966 года, то есть за 2 дня до происшествия. Его общий налёт составлял 9545 часов, из которых на DC-9 — только 9 часов 4 минуты. Перед заступлением на работу отдыхал 13 часов 17 минут, а на момент происшествия работал 6 часов 45 минут[5].

В салоне работали две стюардессы:
- 27-летняя Бонни Вейнбергер (англ. Bonnie Weinberger). В West Coast Airlines с 21 октября 1959 года.
- 25-летняя Маргрете Бджорнсон (англ. Margrethe Bjornson). В West Coast Airlines с 23 ноября 1964 года.

Также поначалу газеты ошибочно писали, что на борту была ещё одна стюардесса — Донна Макдональд (англ. Donna McDonald). Однако позже эта информация была опровергнута.

## Катастрофа
Днём 1 октября 1966 года борт N9101 совершал рейс WC-941 по маршруту Сиэтл—Портленд—Юджин—Сан-Франциско. Данный рейс был выполнен без отклонений, после чего в аэропорту Сан-Франциско тот же самый экипаж начал подготовку к рейсу WC-956 по обратному маршруту. Примерно через час, в 18:44 борт N9101 поднялся в воздух и в 19:34, через 50 минут, благополучно приземлился в Юджине.
Полёт до Портленда, согласно полученному разрешению, должен был проходить по воздушному коридору «Виктор 23» (англ. Victor Airway 23) по ППП, эшелон полёта был указан 12 000 футов (3,6 км). На маршруте ожидалась пасмурная погода, мелкий дождь, морось, дымка и туманы; видимость колебалась от 2,5 до 7 миль (от 4 до 11 км), но близ гор из-за тумана могла падать до полумили (0,8 км). Также близ гор могла наблюдаться сильная турбулентность.
В 19:52 с 13 пассажирами и 5 членами экипажа на борту рейс 956 вылетел из Юджина. Затем диспетчер в Сиэтлском центре управления воздушным движением дал указание занимать курс 360°, по которому и был начат набор высоты. В 20:00 диспетчером было передано указание по полёту, на что экипаж ответил: Девять шесть пять понял. Мы [выполняем полёт] по приборам на двенадцати [тысячах футов] (на протяжении всего полёта связь с диспетчером вёл только один пилот, но кто именно, следователи определить не смогли). Далее диспетчер в Сиэтле дал указание переходить на другую частоту, а затем уже другой диспетчер, на которого надо было переключиться, передал новое указание: … поверните вправо, курс ноль два ноль [020°] и высотомер два девять семь девять, прием. Однако экипаж не подтвердил получение данной информации. Спустя минуту, в 20:22:29 рейсу 956 дали указание повернуть влево на курс 360°, на что экипаж ответил: Сиэтл-центр, Вэст Кост девять пять шесть запрашивает [высоту] один четыре тысячи (14 000 футов или 4,3 км). В последующих сообщениях диспетчер ещё раз повторил указание занимать новый курс, и разрешил подниматься до запрашиваемой высоты. После пилотов попросили предупредить о готовности к снижению, а также повернуть на новый курс 050°. Это изменение курса было необходимо, чтобы рейс 956 при снижении не оказался близ горы Худ (высочайшая вершина Орегона), где минимальная высота полёта составляла 13 500 футов (4,1 км).
В 20:04:25, когда от запроса на бо́льшую высоту прошло всего две минуты, с самолёта сообщили о готовности к снижению, на что диспетчер передал указание снижаться и занимать высоту 9000 футов (2,7 км). В ответ экипаж доложил: Понял, снижаться до девяти [тысяч], покидаем один четыре [тысячи]. Снижение было фактически начато в 20:04:38, а примерно через минуту, в 20:05:35 Сиэтл-центр сообщил: Вэст Кост девять пять шесть, доложите высоту. Ответчик ноль четыре ноль ноль. Экипаж ответил: Ноль четыре ноль ноль. Мы прошли [высоту] двенадцать [тысяч футов]… А на какую полосу посадка в Портленде?. Диспетчер сообщил, что используется полоса «28 правая», после чего передал несколько сообщений другим самолётам, а затем в 20:07:56 дал новое указание рейсу 956: …поверните вправо, курс три ноль ноль. С самолёта переспросили направление поворота, так как правый, в отличие от левого, был длиннее, к тому же в этом случае авиалайнер приближался к горам. Диспетчер в свою очередь хотел отвести данный рейс в сторону от других, которые приближались к Портленду, поэтому повторил указание. На это экипаж доложил: Правый поворот на курс три ноль ноль, понял. Когда рейс 956, выполняя правый поворот, следовал с курсом 140—160°, его засветка пропала с экрана радиолокатора. В 20:09:09 диспетчер попросил сообщить, когда будет занят курс 300°, но ответа не последовало. После повторного запроса, в 20:09:27 экипаж передал: Девять пять шесть, ясно. Когда засветка рейса 956 на экране радиолокатора так и не появилась, диспетчер попытался несколько раз его вызвать, но никто уже отвечал, поэтому в 20:15 была объявлена чрезвычайная ситуация.
Когда диспетчер передавал последнее указание (сообщить о занятии курса 300°), рейс 956 уже прекратил снижение и, следуя в горизонтальном полёте с правым креном около 30°, выполнял поворот над долиной реки Салмон. Полёт при этом проходил ночью в пасмурную погоду, то есть практически в полной темноте, а снаружи не было видно ни зги. Пилоты подтвердили получение указания, что стало последним сообщением с борта N9101. В ту же секунду крыло стало цеплять верхушки высоких елей, на что экипаж резко взял штурвалы «на себя», пытаясь набрать высоту. Однако через пару секунд летящий на фактической высоте 3830 футов (1167 метров) с положительным тангажом 3—4° и правым креном около 22° по курсу 265°, «Дуглас» на скорости 266 узлов (493 км/ч) врезался в покрытый лесом склон крутизной 30—35°, проскользил по нему вверх, при этом полностью разрушившись, и сгорел. Некоторые обломки поднялись по склону на 150 футов (45 метров).
Место катастрофы было обнаружено через 17 часов на территории национального парка Маунт-Худ на восточном склоне вершины Салмон (высота 4090 футов (1247 метров)) и в 5,5 милях (8,9 км) к югу от селения Уэмм (округ Клакамас). Все 18 человек на борту погибли (поначалу газеты ошибочно писали о 20 погибших — 14 пассажиров и 6 членов экипажа). Вплоть по настоящее время (2020 год) данная авиакатастрофа, по числу погибших, является крупнейшей в истории Орегона. Также это первое происшествие в истории самолёта Douglas DC-9.

## Расследование
Самолёт был оборудован параметрическим и речевым бортовыми самописцами, но они сильно обгорели в пожаре, при этом у речевого самописца (модель V-557) расплавилась магнитная лента; в параметрическом самописце (модель F-542) лента уцелела и данные на ней были расшифрованы.
Рейс 956 выполнялся квалифицированным и опытным экипажем на авиалайнере, который обслуживался в соответствии с установленными правилами; вес и центровка самолёта находились в установленных пределах. Как показало изучение обломков, на борту до столкновения с горой не было пожара, взрыва или разрушения конструкции, гидравлическая и электрическая система, а также двигатели работали нормально. На подходе к Портленду диспетчер дал чёткое указание снижаться и занимать высоту 9000 футов (2740 метров), а экипаж подтвердил получение этой информации. Однако столкновение с горой произошло в почти горизонтальном полёте на высоте 3830 футов или почти на 4000 футов (1220 метров), хотя никакой информации о снижении до данной высоты в радиоэфире не было. Найденные на месте происшествия барометрические высотомеры со стороны командира и второго пилота показывали соответственно 6000 и 7000 футов (1830 и 2130 метров). Однако более тщательная проверка показала, что непосредственно в момент удара оба высотомера показывали примерно 4000 футов, то есть фактическую. Радиовысотомеры показывали примерно 180 футов (54 метра), при этом на них не была выставлена высота принятия решения.
Для проверки работы высотомеров компанией Douglas Aircraft Company (DACO) была выполнена серия испытательных полётов в условиях реального дождя, в том числе 11 на DC-9-10. По их результатам было выявлено, что иногда показания высотомеров могут «прыгать» до 60 футов (18 метров), что во многом было связано с попаданием воды в трубки Пито, которое исследователи смогли обнаружить с помощью герметичной телекамеры. Далее провели ещё серию спусков в условиях от слабого до сильного дождя, при этом в трёх из них была замечены отставания показаний высотомеров, причём в одном случае эта погрешность достигла 100 футов (30 метров), но потом снизилась до 30—40 футов (9—12 метров). Аналогичные полёты были выполнены и на самолёте модели DC-9-30; работа высотомеров в этих полётах практически не отличалась от высотомеров на DC-9-10. При снижении с вертикальной скоростью 2300—3000 футов/мин (700—910 м/мин) через дождь, как это было в случае с рейсом 956, отставаний в показаниях высотомеров не наблюдалось. Ни в одном из испытательных полётов не было замечено «залипаний» показаний высотомеров. Хотя в облаках наблюдалось лёгкое обледенение, было определено, что оно не могло повлиять на показания приборов. К тому же трубки Пито связаны не только с высотомерами, но и с указателями скорости, которые в случае блокирования трубок начали бы показывать превышение воздушной скорости, о чём бы пилотов сразу бы предупредила система предупреждения ещё за две минуты до происшествия.
Таким образом, экипаж рейса 956 получал объективную информацию о высоте полёта, однако нарушил указание диспетчера, получение которого сам и подтвердил: Понял, снижаться до девяти, покидаем один четыре. Можно заметить, что через минуту в 20:05 диспетчер передал «…доложите высоту. Ответчик ноль четыре ноль ноль», на что экипаж ответил «Ноль четыре ноль ноль. Мы прошли двенадцать», то есть дважды прозвучала цифра «4». К тому же перед этим в 20:04 при разговоре с радистом авиакомпании пилоты узнали, что в Портленде их поставят у гейта № 4. Однако в течение последующих 6 минут (20:04—20:10) в радиоэфире, в том числе и при связи диспетчера с другими рейсами, ни разу не упоминалось «4000 футов». Таким образом пилотов рейса 956 никто не мог запутать относительно высоты полёта. Снижение при этом происходило равномерно и, как показали испытательные полёты в DACO, под контролем автопилота. В 20:08:38 начался выход из снижения, а через 10 секунд лайнер уже летел горизонтально, выполняя при этом правый поворот на курс 300°. Такой полёт продолжался в течение 38 секунд до 20:09:26, когда экипаж начал резкий набор высоты, а ещё через пару секунд произошло столкновение с горой. Так как происшествие случилось в удалённом районе, да ещё ночью в пасмурную погоду, у экипажа не было никаких ориентиров, чтобы визуально определить своё местонахождение. Радиовысотомеры в свою очередь не могли предупредить о близости земли из-за невыставленной высоты принятия решения.
Следователи не смогли определить, кто управлял самолётом, а кто вёл радиопереговоры, как и местонахождение каждого члена лётного экипажа. Так как в этом полёте проводилась проверка квалификации КВС, то наиболее вероятно, что последний сидел в левом кресле, проверяющий — в правом, а второй пилот — на откидном сидении. Несмотря на относительно небольшой опыт полётов на реактивных самолётах и DC-9 в частности, все три пилота были достаточно опытными и квалифицированными, а местонахождение их в кабине не могло существенно повлиять на выполнение полёта. Тем непонятнее, почему рейс 956 снизился под указанную высоту 9000 футов, ведь ни ему, ни какому другому самолёту не поступало никаких сообщений, которые могли бы сбить с толку. Более того, когда экипаж получил указание выполнять правый поворот на курс 300°, «Дуглас» уже был на 1500 футов (460 метров) ниже заданной высоты. Таким образом, данный поворот никак не мог отвлечь пилотов от сохранения высоты 9000 футов.
Таким образом, авиалайнер снизился до высоты примерно 3800 футов (1160 метров) под контролем экипажа. То, что с самолёта спросили, на какую полосу будет осуществляться посадка, свидетельствует, что пилоты думали о выполнении посадки с заданным вектором. Помимо этого, полёт до правого поворота выполнялся с нормальной скоростью, а затем были выпущены интерцепторы, чтобы снизить скорость для захода на посадку. Это означало, что экипаж осознавал своё географическое положение, в том числе и что рейс 956 находился в горном районе. Вообще в нормальных условиях расчётная высота поворота на посадочный курс полосы 28 составляла 5700 футов (1740 метров), а потому есть вероятность, что по ошибке было выполнено снижение для захода на посадку, однако никаких обоснований для этого обнаружено не было.
Из-за того, что в речевом самописце лента с данными оказалась уничтожена, установить причину, почему экипаж допустил снижение ниже заданной высоты, не представляется возможным.

## Причины
11 декабря 1967 года Национальный совет по безопасности на транспорте (NTSB) опубликовал отчёт по итогам расследования, в котором пришёл к мнению, что катастрофа борта N9101 произошла из-за того, что самолёт снизился ниже заданной высоты и ниже возвышающихся форм рельефа в окружающей местности, однако причину такого снижения следователи определить не смогли.
Выводы, сделанные NTSB:
1. Самолёт был пригоден к полёту, а пилоты имели соответствующие сертификаты.
2. Не было никаких механических повреждений самолёта, его систем, силовых установок или компонентов.
3. Экипаж получил и подтвердил указание снижаться до высоты 9000 футов.
4. Самолёт летел под контролем автопилота.
5. Авиалайнер выполнил нормальное снижение до 4000 футов и выровнялся
6. Быстрый набор высоты был начат за две секунды до столкновения.

### Комментарии
1. ↑  Здесь и далее по тексту указано тихоокеанское летнее время (PDT)